# Bougligny
Bougligny – miejscowość i gmina we Francji, w regionie Île-de-France, w departamencie Sekwana i Marna.
Według danych na rok 1990 gminę zamieszkiwały 644 osoby, a gęstość zaludnienia wynosiła 39 osób/km² (wśród 1287 gmin regionu Île-de-France Bougligny plasuje się na 740. miejscu pod względem liczby ludności, natomiast pod względem powierzchni na miejscu 135.).